# Chalara affinis
Chalara affinis är en svampart som beskrevs av Sacc. & Berl. 1885. Chalara affinis ingår i släktet Chalara, divisionen sporsäcksvampar och riket svampar.   Inga underarter finns listade i Catalogue of Life.